# Велика награда Турске
Велика награда Турске је трка у оквиру шампионата Формуле 1.
Трка се вози на стази у Истанбул парку, крај Истанбула.

## Историја
ВН Турске се возила у оквиру шампионата Формуле 1 од 2005. до 2011. године и након промена у календару због пандемије ковид-19 у 2020. и 2021. години
Трка се возила на стази Истанбул парк, на азијској страни Истанбула. Стазу је дизајнирао познати дизајнер Херман Тилке. Стаза је једна од свега неколико стаза које су се возиле у смеру супротном од смера кретања казаљки на сату.
Један од значајнијих догађаја у краткој историји ВН Турске је контроверза током доделе пехара после трке 2006. године.
Наиме, тада је пехар победнику предао председник Турске Републике Северни Кипар.
Тиме су организатори прекршили правило политичке неутралности и угрозили будућност ове ВН.
Ипак, све се завршило само казном од пет милиона долара.

## Победници трка
Најуспешнији возач на ВН Турске је Бразилац Фелипе Маса који је тријумфовао на три од седам вожених трка.
| Година | Возач            | Конструктор |
| ------ | ---------------- | ----------- |
| 2021   | Валтери Борас    | Мерцедес    |
| 2020   | Луис Хамилтон    | Мерцедес    |
| 2011   | Себастијан Фетел | Ред Бул     |
| 2010   | Луис Хамилтон    | Макларен    |
| 2009   | Џенсон Батон     | Брон ГП     |
| 2008   | Фелипе Маса      | Ферари      |
| 2007   | Фелипе Маса      | Ферари      |
| 2006   | Фелипе Маса      | Ферари      |
| 2005   | Кими Раиконен    | Макларен    |